# نوعم شوستر إلياسي
نوعم شوستر إلياسي وتُكتب في بعض المصادر نعمة شوستر إلياسي هي فنَّانة كوميديَّة وناشطة حقوقيّة إسرائيليّة تقدم عروضها باللغات العبرية والعربية والإنجليزية.

## الحياة المُبكّرة والتعليم
وُلدت شوستر إلياسي لأم يهودية إيرانية المولد وأب مولود في القدس كان والديه (جدَّاها) من الناجين من الهولوكوست من رومانيا. نشأت نوعم منذ أن كانت في السابعة من عمرها في واحة السلام، وهي منطقة تقع شمال القدس. تعلَّمت اللغة العربية بسرعة وغالبًا ما كان يُعتقد أنها عربيّة فعانت من التمييز نتيجةً لذلك كما ذكرت في عددٍ من المرات.

## المسيرة المهنيّة
شاركت شوستر إلياسي في شيروت لئومي (الخدمة الوطنية) بدلًا من الخدمة في الجيش (التجنيد الإجباري)، ثم ذهبت لدراسة التمثيل في أكاديمية نيويورك للأفلام لمدة عام. لعبت دورًا في الفيلم القصير الذي صدرَ تحت عنوان البديل (بالإنجليزية: The Substitute)‏ للمخرجة تاليا لافي وذلك قُبيل التحاقها بجامعة برانديز بعد حصولها على منحة دراسيّة. من خلال فترة تدريب مع منظمة إنصاف المرأة في الحصول على الرعاية والعلاج (بالإنجليزية: Women's Equity in Access to Care & Treatment)‏ وهي المنظمة التي تُعرف اختصارًا باسم نحنُ نعمل (بالإنجليزية: WE ACT)‏، ذهبت نوعم إلى رواندا لمساعدة النساء في الحصول على العلاج الطبي.
أصبحت شوستر إلياسي مديرة مشاركة لمنظمة إنتربيس (بالإنجليزية: Interpeace)‏، وهي منظمة أسَّستها الأمم المتحدة وأوقفتها فيما بعد، عندما كانت في أوائل العشرينات من عمرها. ذهبت نوعم في عام 2019 إلى إحدى الكليَّات التابعة لجامعة هارفارد للحصول على زمالة في إطار مبادرة الدين والصراع والسلام، حيث كان من المقرر أن تُطوّر عروضها والتي كانت تقدمها في العديد من الأماكن في المدن الأمريكية الكبرى، لكن وبسبب تفشي وباء جائحة فيروس كورونا، عادت نوعم إلى إسرائيل، فأُصيبت بالفيروس ومكثت في نزلٍ خاصٍ بالمصابين بالفيروس في القدس. كانت موضوع الفيلم الوثائقي المصغَّر «Reckoning with Laughter» من إخراج أمبر فارس وإنتاج قناة الجزيرة.

## الجوائز
حصلت نوعم شوستر إلياسي في عام 2018 على لقب «أفضل ممثلة كوميدية يهودية» لذاك العام وذلك في مسابقة برعاية جي دبليو 3 (منظمة مركز الجالية اليهودية) في لندن.